# Vatos
"Vatos" é o quarto episódio da primeira temporada da série de televisão de terror pós-apocalíptico The Walking Dead. Foi ao ar originalmente pelo canal de televisão AMC nos Estados Unidos em 21 de novembro de 2010. No Brasil, estreou em 23 denovembro do mesmo ano, no canal Fox Brasil. O episódio foi escrito por Robert Kirkman e dirigido por Johan Renck. no episódio, Rick Grimes (Andrew Lincoln), Daryl Dixon (Norman Reedus), Theodore Douglas (T-Dog) (Irone Singleton) e Glenn Rhee (Steven Yeun) voltam ao centro de Atlanta, em busca do irmão de Daryl, Merle. o grupo mais tarde é alvo de uma gangue latina, cujo líder ameaça matá-los se eles não abandonarem as suas armas.
Enquanto isso, a relação de Lori Grimes (Sarah Wayne Callies) e Shane Walsh (Jon Bernthal) começa a desmoronar. Grandes eventos em "Vatos" incluem as mortes de vários personagens recorrentes, incluindo Amy (Emma Bell) e Ed Pelletier (Adam Minarovich). Este episódio foi filmado em vários locais em Atlanta, Geórgia, incluindo a Fazenda Arts Centera. "Vatos" foi elogiado pelos comentaristas de televisão, que elogiaram a sua progressão na história e desenvolvimento do caráter dos personagens. A exibição inicial atingiu 4,75 milhões de telespectadores, de acordo com avaliações de Nielsen. o episódio tornou-se o de maior audiência programa até o referido momento.

## Enredo
No segmento de abertura, as irmãs Andrea (Laurie Holden) e Amy (Emma Bell) estão pescando em um barco. Elas discutem suas infâncias - as duas possuem 12 anos de diferença - e expressam a esperança de que talvez a Flórida, onde seus pais moram, não fora atingida tão duramente pela epidemia zumbi. Depois de entrar em uma discussão acalorada com Daryl Dixon (Norman Reedus), o vice-xerife Rick Grimes (Andrew Lincoln) retorna ao centro de Atlanta com Daryl, Glenn (Steven Yeun) e T-Dog (Irone Singleton). Eles estão à procura tanto da bolsa de armas de Rick quanto de Merle Dixon (Michael Rooker), o irmão de Daryl, que ficou algemado a um cano no telhado da loja de departamento, T-Dog e Rick se sentem culpados por deixá-lo lá. O grupo acaba por falhar na localização de Merle, tendo encontrado apenas a mão decepada, um serrote e um rastro de sangue. Um enfurecido Daryl recupera a mão de Merle e aponta sua besta para T-Dog, mas Rick coloca o revólver na cabeça de Daryl e evita que ele mate T-Dog. Continuando a busca, eles seguem a trilha de sangue deixada por Merle, no edifício, encontrando dois zumbis já mortos (provavelmente por Merle) e um fogão a gás, onde ele havia cauterizado o coto da sua mão.
De volta ao acampamento, Jim (Andrew Rothenberg) começa a cavar buracos, recusando-se a explicar por que o faz, além de evitar parar para descansar, apesar do calor extremo. Quando os sobreviventes confrontam-o sobre seu comportamento obsessivo e compulsivo, ele ataca Shane Walsh (Jhon Bernthal) com sua pá, o que o obriga a contê-lo. Jim tem um colapso emocional e revela que sua família foi atacada e devorado por uma horda de zumbis. Quando ele recupera-se emocionalmente, afirma não se lembrar porque estava cavando os buracos, apenas diz que um sonho inspirou-o a fazê-lo. Ele diz a Lori Grimes (Sarah Wayne Callies) para manter seu filho, Carl (Chandler Riggs) seguro e nunca deixá-lo fora de sua vista.
Glenn elabora um plano para recuperar a bolsa de armas, e instrui os outros homens a guiá-lo pelos becos de Atlanta. Enquanto Glenn está procurando a bolsa, Daryl é abordado por um jovem latino. Assustado, o homem chama repetidamente por Daryl em busca de ajuda. Dois outros latinos aparecem e atacam Daryl. Rick e T-Dog chegam para ajudá-lo, mas os homens raptam Glenn, que está próximo, e fogem em um carro, deixando o primeiro homem, Miguel (Anthony Guajardo) para trás. Rick começa a interrogar o seu refém. Daryl recupera a mão decepada de seu irmão e joga no colo do jovem latino, dizendo-lhe que isto é o que ele faz com as pessoas que atravessam o seu caminho. O jovem, assustado, revela que seus companheiros estavam atrás do mesmo saco de armas. O grupo vai ao encontro dos homens, para uma troca de prisioneiros, mas a proposta é rejeitada pelo líder da gangue, Guillermo (Neil Brown Jr.), que lhes diz para para entregar as armas, ou prepararem-se para uma luta.
Quando os dois grupos se preparam para um tiroteio, uma mulher idosa, Abuela (Gina Morelli), surge à procura de seu neto, Felipe (Noel Gugliemi). É revelado que o grupo está guardando um lar de idosos escondido, e adotavam uma fachada de gangue para despistas porssíveis invasores ou bandidos. Rick, comovido, conhece o lar de idosos e se certifica de que os moradores do lugar foram deixados para trás quando houve o surto de zumbis. Ele e Guillermo entram em um acordo e dividem as armas e munição, e seu grupo começa a voltar para o acampamento. O grupo suspeita que Merle está planejando uma vingança, correndo imediatamente para a pedreira.
Enquanto isso, no acampamento, o jantar dos sobreviventes é interrompido quando um numeroso grupo de zumbis invade o acampamento. Vários dos sobreviventes são mordidos, mortos e severamente feridos, incluindo Ed Peletier (Adam Minarovich) e Amy. Chegando de volta, Rick e os outros finalmente executam o restante dos zumbis. Na sequência, Amy morre nos braços de Andrea, enquanto todos assistem, aterrorizados. Jim relembra seu sonho, afirmando que ele agora se lembra por que ele cavou os buracos.

## Recepção

### Classificação
"Vatos" foi ao ar em 21 de novembro de 2010 nos Estados Unidos, exibido na AMC. O episódio alcançou 4,75 milhões de telespectadores. No Reino Unido, o episódio recebeu 467 mil espectadores e foi exibido em 28 de novembro do mesmo ano.

### Crítica
| |  |  |
| As interações entre as personagens Amy (Emma Bell, à esquerda) e Andrea (Laurie Holden, à direita) foram elogiadas pela crítica. |  |  |

Vatos alcançou aclamação geral da crítica de televisão. James Poniewozik, da revista Time, afirmou que o episódio fez com sucesso os espectadores experimentarem a vida diária de personagens da série. Gina McIntyre, do Los Angeles Times, achou que "Kirkman parecia em casa adaptando seus personagens para a tela da televisão". John Griffiths , escrevendo para a revista US Weekly, afirmou que o episódio estava "assombrando o suficiente para fazer os espectadores deixarem suas luzes acesas depois", e opinou que o desenvolvimento do caráter e da progressão das histórias serviram como pontos altos do episódio.
Críticos elogiaram as interações entre as personagens Amy e Andrea. Serba afirmou que Kirkman efetivamente configurou a morte de Amy no início do episódio, e acrescentou que ele estabeleceu um vínculo fraternal entre as duas irmãs. Serba também aclamou a performance de Laurie Holden, afirmando que ela "poderosamente transmite seu pesar e desespero". Pierce Avouched, do The A.V Club, afirmou que a abertura foi simpática, Enquanto Michelle Kung, do Wall Street Journal, contribuiu dizendo que a cena final foi "uma liberação emocional depois de uma tensa e calorosa relação".
Críticos estavam divididos sobre o retorno Rick Grimes para Atlanta, assim como o seu impasse com Guillermo e sua gangue. Scott Meslow, de The Atlantic, comparou Grimes com Don Draper, de Mad Men, e questionou seu desenvolvimento do caráter: "Até agora, todas as decisões de Rick tem sido dentro de seu código policial e sem conseqüências", disse ele. Pierce opinou: "dramaticamente, toda essa seqüência se desenrola muito no diálogo ridículo de Guillermo, e toda a história joga fora os termos sociais, uma vez que nada acaba vindo dele do ponto de vista da trama [ ...] é difícil não pensar nele como uma daquelas histórias em quadrinhos onde dois super-heróis têm uma cena de luta grande que acaba por ser equivocada".